# Tania Langlais
Pour les articles homonymes, voir Langlais.
Tania Langlais est une poète québécoise née à Montréal en 1979.

## Biographie
En 2000, à 21 ans, Tania Langlais publie son premier recueil de poésie intitulé Douze bêtes aux chemises de l'homme (Les Herbes Rouges). L'ouvrage reçoit le prix Émile-Nelligan. Paraîtront ensuite La clarté s'installe comme un chat (2004) et Kennedy sait de quoi je parle (2008).
En août 2020, après 12 ans de silence, elle publie son quatrième recueil aux Herbes Rouges, Pendant que Perceval tombait. Il est lauréat du Prix du Gouverneur général : poésie de langue française et du prix Alain-Grandbois de l'Académie des lettres du Québec, en novembre 2021.

## Œuvres
- Douze bêtes aux chemises de l’homme, poésie, Montréal, Les Herbes rouges, 2000 (collection « Territoires »)[2].
- La clarté s’installe comme un chat, poésie, Montréal, Les Herbes Rouges, 2004[3].
- Kennedy sait de quoi je parle, poésie, Montréal, Les Herbes Rouges, 2008.
- Pendant que Perceval tombait, poésie, Montréal, Les Herbes Rouges, 2020[4],[5].

## Honneurs
- 2000 - Prix Émile-Nelligan, Douze bêtes aux chemises de l'homme[6].
- 2001 - Finaliste au Prix du Gouverneur général de poésie[7].
- 2001 - Prix Jacqueline-Déry-Mochon.
- 2002 - Prix de poésie de Radio-Canada.
- 2005 - Prix Joseph-S.-Stauffer.
- 2007 - Finaliste au Prix de poésie de Radio-Canada.
- 2008 - Finaliste au prix de poésie Terrasses Saint-Sulpice de la revue Estuaire.
- 2019 - Finaliste au Prix de poésie de Radio-Canada.
- 2020 - Liste préliminaire du Prix des libraires (catégorie poésie)[8].
- 2021 - Prix du Gouverneur général : poésie de langue française[1], Pendant que Perceval tombait.
- 2021 - Prix Alain-Grandbois de l'Académie des lettres du Québec, Pendant que Perceval tombait.